# Jessica Mager

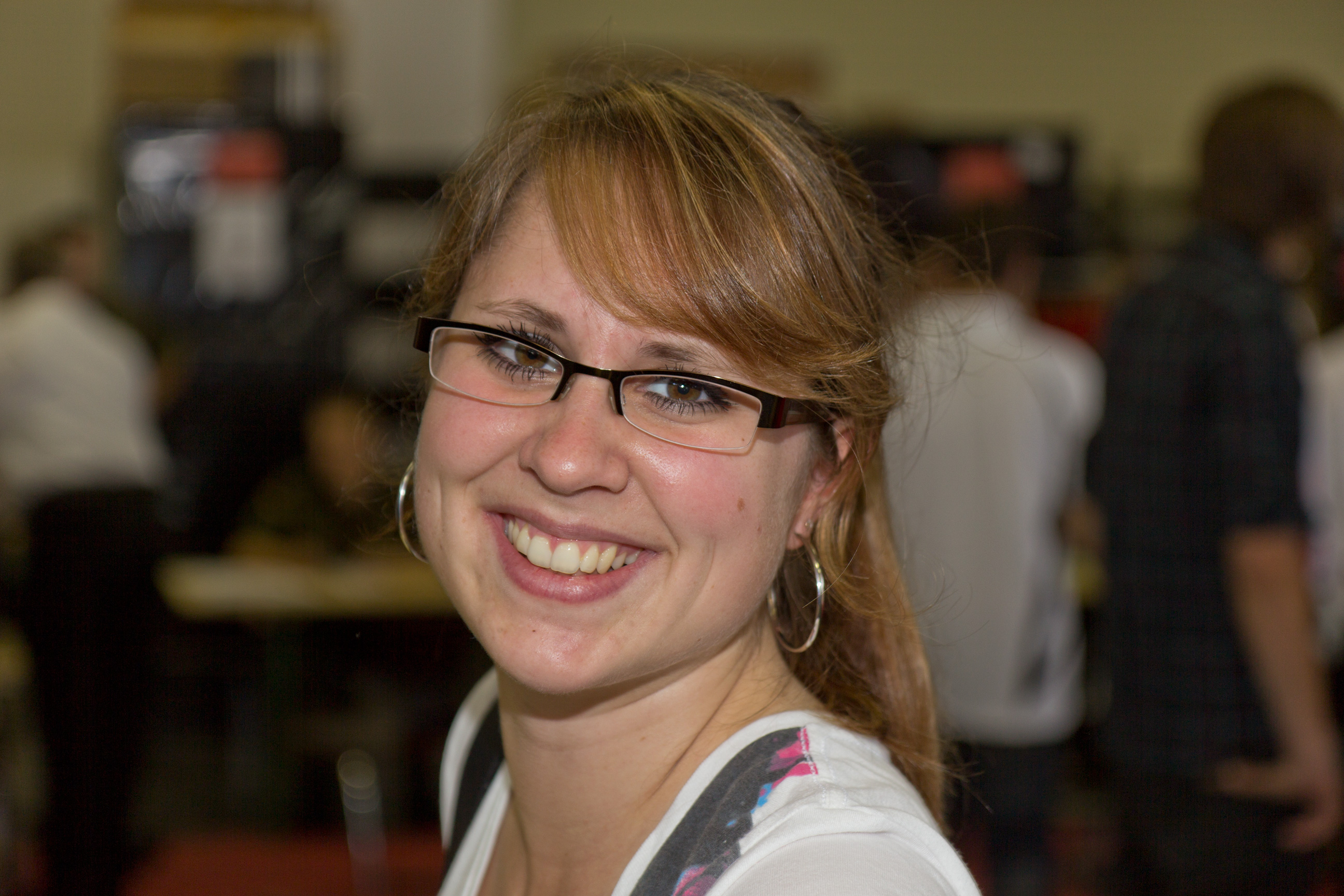
Mager im Rahmen der Olympiaeinkleidung (Mainz, Juni 2012)

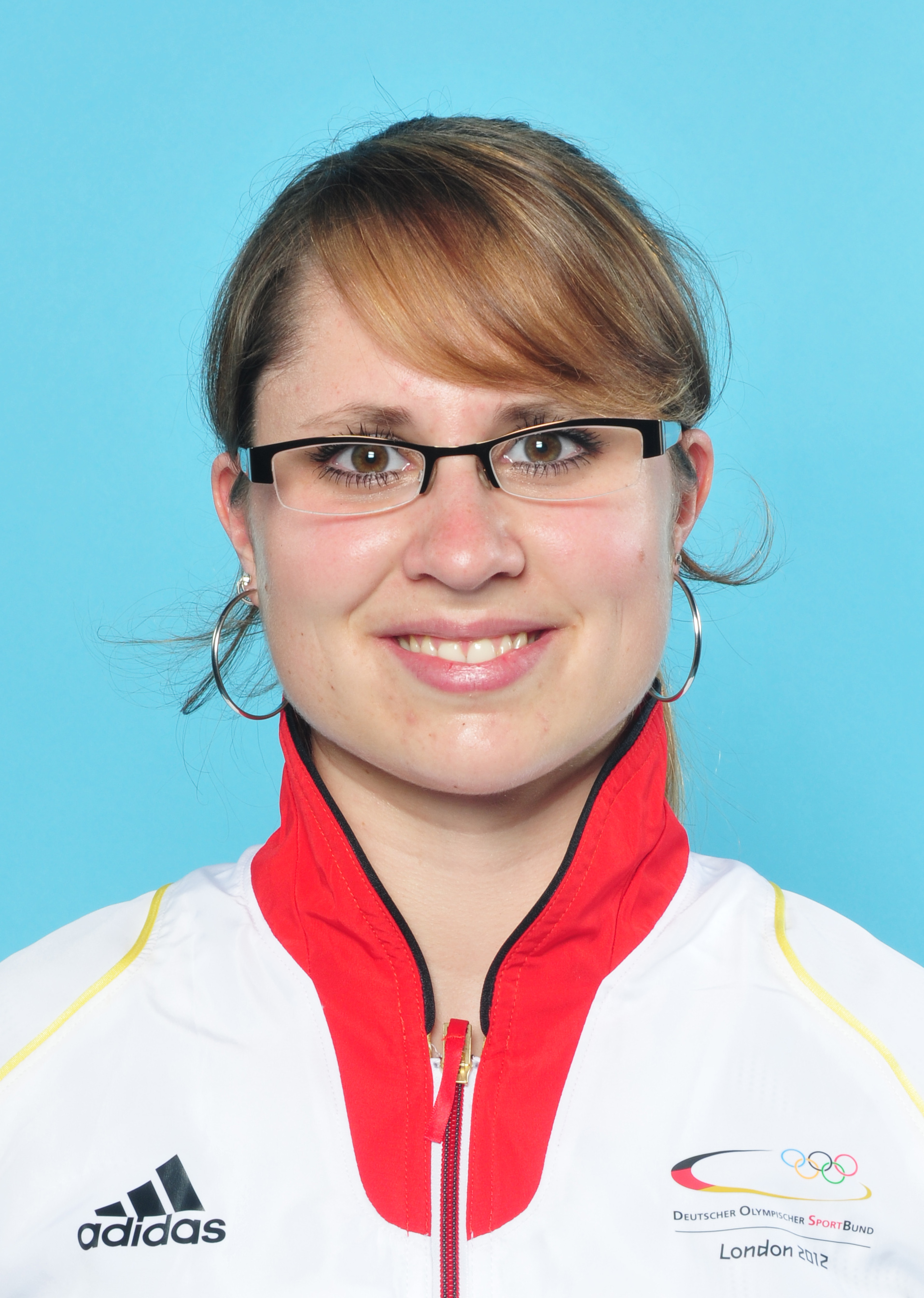
Jessica Mager 2012

Jessica Mager (* 1. Juni 1988 in Solingen) ist eine deutsche Sportschützin. Sie tritt in den Disziplinen Kleinkalibergewehr und Luftgewehr an.

## Leben
Mager ist gelernte Erzieherin, anschließend absolvierte sie eine Ausbildung zur Groß-Außenhandelskauffrau und arbeitete bei der TML Technik GmbH in Monheim a. R. Seit 2014 ist sie wieder als Erzieherin tätig.
Sie begann ihre sportliche Karriere 2000 beim SV Trompete Leichlingen e. V., wechselte 2005 und startete bis 2016 für den Post SV Düsseldorf und wurde dort von Manfred Webers und zuletzt von Sabine Kames trainiert. Bundestrainerin „Junioren“ war Claudia Kulla 2006–2009. Bundestrainer „Damen“ war Claus Dieter Roth von 2009 bis 2015.
Mager kam über ihren Vater im Alter von 12 Jahren zum Schießsport, wo ihr Talent erkannt und gefördert wurde. 2005 wurde sie erstmals Deutsche Meisterin mit dem Luftgewehr und Drittplatzierte im 60-Schuss-Liegendanschlag mit dem Kleinkaliber. Ein Jahr später wurde sie Dritte im Dreistellungskampf bei den Deutschen Mannschaftsmeisterschaften. 2007 erreichte sie die ersten internationalen Erfolge und wurde Luftgewehr-Europameisterin im Einzel sowie mit der Mannschaft. 2008 wiederholte sie den Titelgewinn im Einzel und wurde zudem bei den Deutschen Meisterschaften Dritte im Dreistellungskampf. Besonders erfolgreich verlief das Jahr 2010. Mager gewann bei den Hallen-Europameisterschaften in Meråker den Mannschaftstitel mit dem Luftgewehr und wurde Dritte des Einzelwettkampfes. Bei den Weltmeisterschaften in München gewann sie ebenfalls mit dem Luftgewehr den Mannschaftstitel, verpasste als Fünftplatzierte im Einzel aber knapp eine weitere Medaille. Beim Weltcup in Belgrad wurde sie Dritte im Luftgewehr-Einzel. National wurde sie bei den Deutschen Meisterschaften Dritte im Luftgewehr-Einzel. Beim Weltcup 2011 in München erreichte sie den Endkampf im Luftgewehr-Einzel, wurde aber nur Achte. Bei den Olympischen Spielen 2012 in London verpasste sie als 20. des Vorkampfes mit 394 Punkten das Finale.
Mager unterbrach ihr sportliche Karriere im Frühling 2016 nach Ablauf der Bundesligasaison. 2019 feierte sie ihr Comeback im Sommer bei den Deutschen Meisterschaften, seit Oktober trat sie für den Deutschen Meister 2017/2018, die SB Freiheit, in der 1. Bundesliga Luftgewehr an. Ihre Trainer im neuen Verein, dem sie bereits seit 2016 angehört, waren Christian Pinno und Christian Klees, Olympiasieger von Atlanta 1996. Beim Bundesliga-Finale 2020 gewann sie mit der Bronzemedaille erstmals Edelmetall im deutschen Oberhaus.
In ihrer Heimatstadt Solingen wurde Jessica Mager zur Sportlerin des Jahres 2010 und 2011 gewählt. Sie lebt in Hannover.